# Monkey Me (песня)
«Monkey Me» (с англ. — ««Подражание мне»») — третий сингл певицы Милен Фармер с альбома Monkey Me, вышедший 7 октября на физических носителях. Музыка написана Лораном Бутонна, а слова песни написала Милен Фармер.

## История
С момента выхода сингла Je te dis tout певица не выпустила ни одной песни. Хотя в сети появлялось множество фотографий с изображением джунглей, выкладываемые режиссёром François Hanss, отчего в среде поклонников пошли слухи, что третьим синглом альбома будет Monkey Me.
19 июля было официально объявлено, что третьим синглом альбома станет одноимённая песня.
Впервые за свою карьеру, Милен Фармер объявила конкурс среди фанатов на создание обложки.

## Критика
"Monkey Me" в целом получила позитивные отзывы как от критиков, так и от поклонников.  Jonathan Hamard из Chartsinfrance.net написал, что песня "одна из наиболее сильных" с альбома. Также и Julien Chadeyron из Le Nouvel Observateur писала, что песня "абсолютно захватывающая", "искренняя", отметив при этом, что "композиция имеет все шансы, чтобы стать хитом". На сайте evous.fr говорилось, что хоть "Monkey Me" и является "поп-рок песней", с похожей на "L'Instant X" лирикой о двойственности личности, но отмечалось, что "как это не печально, но всё же это не хит". Однако на том же сайте поклонники певицы в результате голосования определили композицию как самую ожидаемую песню с нового альбома на предстоящем туре "Timeless 2013".

## Позиции в чартах
В первую неделю на момент объявления даты релиза сингла, композиция помещается во французском чарте синглов SNEP под номером 131.
 В день выхода сингла на физических носителях (7 октября) песня достигла 3 места в чарте. Продажи сингла составили 12 000 экземпляров.
| Чарт (2013)                       | высшая позиция |
| --------------------------------- | -------------- |
| French SNEP Singles Chart         | 3              |
| Belgian (Wallonia) Ultratop Chart | 43             |

## Форматы релиза
- CD  - Промо[9]

| №  | Название                 | Длительность |
| -- | ------------------------ | ------------ |
| 1. | «Monkey Me» (edit radio) | 3:46         |

- CD maxi - Промо[10]

| №  | Название                          | Длительность |
| -- | --------------------------------- | ------------ |
| 1. | «Monkey Me» (The ET's club remix) | 6:13         |
| 3. | «Monkey Me» (The ET's radio mix)  | 3:03         |
| 4. | «Monkey Me» (album version)       | 4:13         |

- Цифровая загрузка[11] Дата выхода - 2 сентября.

| №  | Название                         | Длительность |
| -- | -------------------------------- | ------------ |
| 1. | «Monkey Me» (The ET's radio mix) | 3:03         |

- CD maxi[12] Дата выхода - 7 октября 2013 года.

| №  | Название                          | Длительность |
| -- | --------------------------------- | ------------ |
| 1. | «Monkey Me» (альбомная версия)    | 4:13         |
| 2. | «Monkey Me» (The ET's club remix) | 6:13         |
| 3. | «Monkey Me» (The ET's radio mix)  | 3:04         |
| 4. | «Monkey Me» (инструментальная)    | 4:11         |

- 12" vinyl[13] Дата выхода - 7 октября 2013 года.

| №  | Название                          | Длительность |
| -- | --------------------------------- | ------------ |
| 1. | «Monkey Me» (The ET's club remix) | 6:13         |
| 2. | «Monkey Me» (альбомная версия)    | 4:13         |
| 3. | «Monkey Me» (The ET's radio mix)  | 3:04         |
| 4. | «Monkey Me» (инструментальная)    | 4:11         |

## Поддержка и живые выступления
Песня исполнялась на концертах в рамках тура Timeless 2013

## Музыкальное видео
3 октября музыкальное видео было загружено на официальный канал певицы на YouTube. Режиссёрами выступили Eric Delmotte и Luc Froehlicher, в клипе показана плачущая обезьяна, рушащиеся здания, певицы в клипе нет. Изначально видео планировали использовать как фон на концерте во время исполнения песни, впоследствии решение было изменено.